# Brottslighet i Sverige

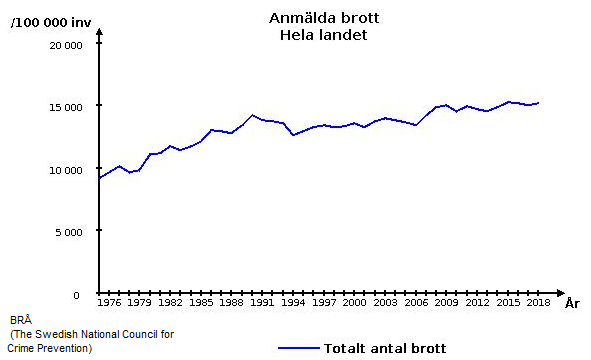
Totalt antal polisanmälda misstänkta brott per 100 000 personer och år i Sverige 1975–2018. Källa: BRÅ

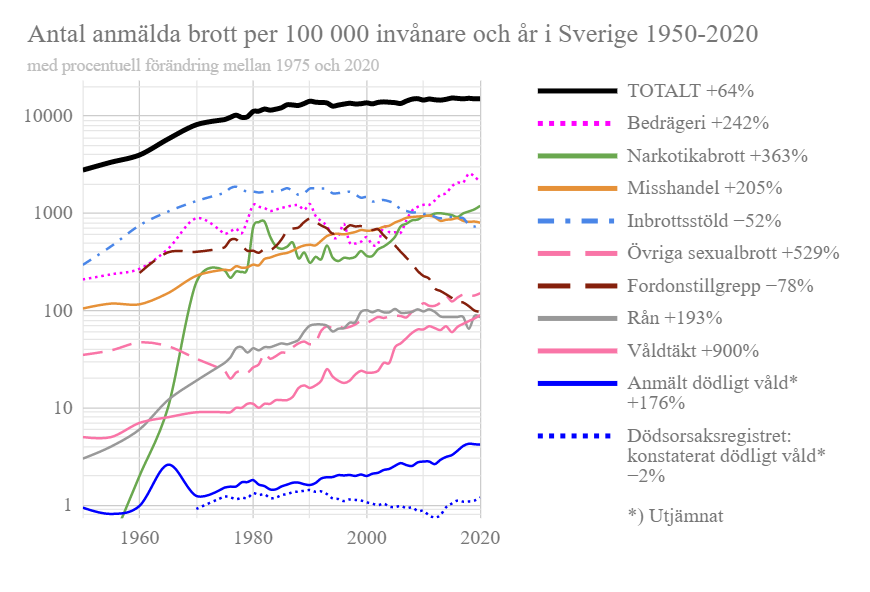
Anmälda misstänkta brott per 100 000 invånare och år i Sverige 1950–2018, för några brottskategorier. Listan är sorterad efter frekvensen 2018, och indikerar procentuell ändring sedan 1975. Logaritmisk vertikal axel. Datakällor: BRÅ, För jämförelse visas konstaterat dödligt våld enligt dödsorsaksregistret.
-) Utjämnat data genom löpande medelvärde över tre år.

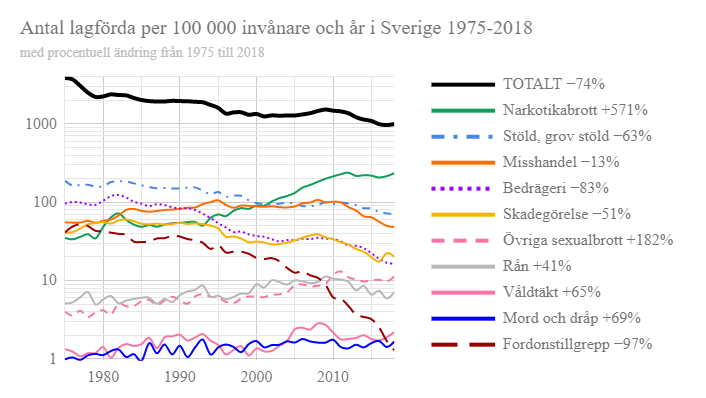
Lagförda per 100 000 invånare och år i Sverige 1975–2018, för några typer av huvudbrott. Listan är sorterad efter frekvensen 2018, och visar procentuell ändring sedan 1975. Logaritmisk vertikal axel. Datakällor: BRÅ, SCB.

Brottslighet i Sverige avser gärningar eller underlåtelser i Sverige i strid med en lagbestämmelse för vilken det är en påföljd föreskriven.
Den totala anmälningsfrekvensen av brott i Sverige har uppvisat en långsam ökningstakt efter år 1990 (från totalt 14 240 polisanmälningar per 100 000 invånare år 1990 till 15 040 år 2019). Bilstölder, inbrott och butiksstölder anmäls avsevärt mer sällan på senare år, medan anmälningsfrekvensen har ökat mångfaldigt för sexualbrott, särskilt våldtäkter, samt för narkotikabrott, misshandel och skadegörelse, sedan 1970-talet. Samtidigt har det totala antalet som döms för brott minskat, trots att befolkningen har ökat (från 300 000 lagförda år 1975 och 200 000 år 1980 till omkring 100 000 per år sedan 2010). Brottsuppklaringsprocenten och antal personuppklarade brott sjönk successivt fram till 2016 (enligt statistik fram till 2018).

## Allmänt om brott och lagföring
Det svenska rättssystemet är knutet till tre instanser som samverkar med varandra, nämligen den lagstiftande makten, Sveriges riksdag, den dömande makten, Sveriges domstolar, och den verkställande makten, Sveriges regering och dess myndigheter. I Riksdagen beslutas om nya lagar och ändringar av gällande lag medan tolkningen av dessa lagar görs av domstolarna som också beslutar om påföljd inom ramen för den straffskala som Riksdagen beslutat för varje brott. All hantering av brott, från anmälan och förundersökning till verkställande av dom, sköts av myndigheter som agerar på uppdrag av Regeringen som delegerat sin makt. Så lyder polisen i Sverige under Polismyndigheten, tullen och Tullkriminalen under Tullverket, åklagarväsendet under Åklagarmyndigheten, svensk kriminalvård under Kriminalvårdsstyrelsen. Brott ses med andra ord iregel som en angelägenhet mellan staten och individen. Till följd av detta är de flesta åtal allmänna åtal. Dock finns möjlighet till enskilt åtal samt för Justitiekanslern att väcka åtal i tryck- och yttrandefrihetsmål.

## Problem vid läsning av kriminalstatistik
Kriminalstatistiken är behäftad med felkällor. Feltolkningar av datamaterialet sker enkelt. Därför krävs en djupare redogörelse av enskilda utvecklingsmönster i kriminalstatistiken för att beskriva brottsutvecklingen.
Statistik över antal anmälda brott beskriver inte brottsligheten i samhället totalt sett, utan misstänkta brott som kommer rättsväsendet till kännedom. Statistiken påverkas av ändringar i lagstiftning, förändrad anmälningsbenägenhet och ändrade anmälningsrutiner hos polisen. För uttolkning av brottsutvecklingen finns även andra datakällor att tillgå, exempelvis sjukvårdsdata, dödsorsaksregistret och enkäter som den Nationella Trygghetsundersökningen (NTU). [källa behövs]

## Sveriges påföljdssystem
Om en domstol har beslutat att ett brott begåtts finns flera olika typer av påföljder som kan komma ifråga, beroende på brottets grovhet och brottslingens situation. När ansvar utkrävs kan påföljden bli böter, villkorlig dom, skyddstillsyn, samhällstjänst, elektronisk fotboja, fängelse, kontraktsvård eller överlämnande till särskild vård. Dessa påföljder kan kombineras.[källa behövs]
Svenska fängelser klassas efter deras säkerhetsnivå i en tregradig skala från högsta säkerhetsklass (1) till öppen anstalt (3). Mellan 1999 och 2009 har omkring 10 000 personer årligen dömts till fängelse. Det finns särskilda fängelser för kvinnor. Omkring 5 procent av samtliga intagna på svenska fängelser är kvinnor. Av samtliga lagförda personer döms årligen 10-20 personer till livstids fängelse. I praktiken är det ingen som sitter på livstid för förr eller senare blir de benådade av Regeringen. Det föreslås att benådningsrätten ska överföras till Stockholms tingsrätt istället.[när?][källa behövs]
Den som är yngre än 15 år är inte straffmyndig och ungdomar under 18 år brukar oftast dömas till sluten ungdomsvård på ungdomshem, dock förekommer även att ungdomar döms till fängelse.

### Inverkan av hovrättens överprövning
Hovrätter överprövar en ökande andel av tingsrättens domar (en ökning från 40,3 procent år 2007 till 59,1 procent år 2014 i genomsnitt i landet), och överklagan leder mer ofta till strafflindring än straffskärpning. Se följande statistik från Svea hovrätt:
| Period           | Andel av överprövade domar som gav | Andel av överprövade domar som gav |
| Period           | strafflindring                     | straffskärpning                    |
| ---------------- | ---------------------------------- | ---------------------------------- |
| Juli - dec 2010  | 59 %                               | 38 %                               |
| Jan - april 2015 | 61%                                | 36 %                               |

## Brottsoffer i Sverige
| Andel befolkning som anger utsatthet för brott mot enskild person enligt NTU | |
| --- | --- |
| \| \| Diagrammet är tillfälligt inaktiverat. Grafer inaktiverades den 18 april 2023 på grund av programvaruproblem. Arbete pågår för att ta fram ett nytt verktyg. \| Datakälla: BRÅ NTU 2018, 2019, 2020 År 2020 omformulerade BRÅ frågan om trakasserier och togs därför bort ur myndighetens sammanställning. | |
| Information | Diagrammet är tillfälligt inaktiverat. Grafer inaktiverades den 18 april 2023 på grund av programvaruproblem. Arbete pågår för att ta fram ett nytt verktyg. |

Alla brott har inte nödvändigtvis ett offer och alla brottsoffer finns inte med i kriminalstatistiken, vilket till exempel kan bero på att brottet inte anmälts. Med brottsoffer avses som regel en person som lidit fysisk, psykisk, känslomässig eller ekonomisk skada till följd av ett brott eller maktmissbruk. Med skada av maktmissbruk avses skador som inte enligt nationell lagstiftning uppkommit till följd av brott men som strider mot internationella normer och grundläggande rättigheter. Skada kan även drabba närstående, vittnen och andra som hjälper brottsoffret.[källa behövs]
Enligt lag har brottsoffer rätt till brottsskadeersättning, det vill säga ekonomisk ersättning för att helt eller delvis reparera följderna. Det kan vara fråga om försäkringsersättning eller skadestånd. Skadestånd beslutas vid rättegången och utgår i samverkan med Brottsoffermyndigheten. Brottsoffer kan behöva skydd efter ett begånget brott. Exempel på sådana skydd är besöksförbud, namnändring, sekretess, livvaktsskydd, vilket beslutas av polis eller Skatteverket. Brottsoffer kan i vissa fall behöva skyddat boende och andra icke-materiella insatser, vilket kan erbjudas av lokala, ideella brottsofferjourer.[källa behövs]

## Brottsutveckling
Huruvida brottsligheten har ökat eller minskat i Sverige beror på under vilket tidsintervall jämförelsen sker, samt i viss mån på vilken typ av brott som studeras. I jämförelse med 1850-talet är till exempel våldsbrottsligheten betydligt lägre idag än den var då.
Om jämförelsen görs för en kortare tidsperiod har de flesta typer av anmäld brottslighet ökat i Sverige. Mellan åren 1950 och 1964 var ökningen av antalet anmälda brott 12 000 per år, efter 1965 steg ökningstakten till 33 000 anmälningar per år, främst till följd av nya rutiner för statistikföring, och efter år 1990 planade ökningen ut till 18 000 per år (2018).
I mitten av 1960-talet införde även polisen nya rutiner vid statistikföringen som är en delförklaring till den kraftiga ökningen som skett under efterkrigstiden. Förutom att det faktiska antalet brott och dömda blivit större är andra troliga förklaringar till denna statistiska ökning minskad tolerans och ökad anmälningsbenägenhet (brott som förr inte anmäldes anmäls idag), fler brott upptäcks och kommer till Polisens kännedom, lagskärpningar och längre fängelsestraff (fler sitter i fängelse samtidigt).
Antalet anmälda brott har ökat från 200 000 per år 1950 till över 1 300 000 anmälda brott per år 2007. En utplaning av antalet anmälda brott skedde under 1990-talet för att svagt börja öka igen på 2000-talet. Ökningstakten har mellan 2000 och 2007 varit i genomsnitt 15 000 brott per år.
År 2019 beskrev Amir Rostami två parallellt pågående trender inom brottsutveckling i Sverige: organiserad grov brottslighet hade en uppåtgående trend medan vardagsbrott som t.ex. "knivslagsmål på fyllan" mellan två personer visade en stabil och för vissa kategorier nedåtgående trend. Gängkriminellas våldsbrott med användning av skjutvapen, sprängmedel och handgranater har uppvisat en stark ökning sedan 1990-talet vilket inte bara har drabbat de tänkta måltavlorna utan även personer som råkar befinna sig på fel plats vid fel tillfälle. Dessutom har en det skett en kraftig ökning av ekonomisk brottslighet som är vanlig inom organiserad brottslighet, t.ex. penningtvätt, bidragsbrott och bedrägerier. Trenden med skjutvapenvåld är starkt kopplad till utsatta områden i storstäder.
Förändrad anmälningsstatistik återspeglar delvis ändrad lagstiftning och att den faktiska kriminaliteten har ändrat karaktär i Sverige (antalet brott har ökat i vissa brottstyper och minskat i andra), men påverkas också av ändrad anmälningsbenägenhet och förändrad och ibland felaktig klassificering av brott i polisanmälan. Exempelvis hade antalet konstaterade fall av dödligt våld en topp på 1,22 fall per 100 000 år 1999, och har (år 2018) inte passerat den nivån trots att antal anmälda fall av dödligt våld på senare år är betydligt högre. Skillnaden beror på att flera av de anmälda fallen var “felregistrerade” och efter utredning visade sig vara vållande till annans död, självmord, överdos, olyckor, eller ofullbordade försök till mord. BRÅ förklarar den snabbt ökande skillnaden med att polisens registrering datoriserades 1991-1995 och de manuella kontrollerna därmed har blivit färre. Knivmorden har minskat, men istället har dödsfall till följd av skjutningar i kriminella miljöer ökat snabbt på senare år. till bland de högsta nivåerna i EU.
Sjukvården observerade inte någon ökning i antalet patienter som söker för sexuella övergrepp mellan 2007 och 2015. Den dramatiska ökningen av antalet anmälda våldtäkter som skedde innan dess tros till stor del bero på skärpt lagstiftning och breddat våldtäktsbegrepp. För ökningen av rapporterad sexualbrottslighet i övrigt finns flera tänkbara förklaringar, och man kan inte avgöra orsakerna säkert, men enligt en statistisk analys från 2019 av Dagens Nyheter finns inget som stöder att det skulle bero på ökad anmälningsbenägenhet.
| Andel befolkning som anger att våld, vandalism och brottslighet förekommer i deras bostadsområde                                                                                                 | |
| --- | --- |
| \| \| Diagrammet är tillfälligt inaktiverat. Grafer inaktiverades den 18 april 2023 på grund av programvaruproblem. Arbete pågår för att ta fram ett nytt verktyg. \| Datakälla: EU-SILC och SCB | |
| Information | Diagrammet är tillfälligt inaktiverat. Grafer inaktiverades den 18 april 2023 på grund av programvaruproblem. Arbete pågår för att ta fram ett nytt verktyg. |

### Nationella Trygghetsundersökningen (NTU)
Sedan 2005 genomför BRÅ årligen enkätundersökningar kallade Nationella trygghetsundersökningen. År 2018 deltog 200 000 personer i undersökningen.

### Jämförelse med Norden och EU-länder
Enligt EU-SILC undersökningen från 2017 är Sverige ett av länderna i EU där störst andel av befolkningen upplever problem med brottslighet, vandalism och våld i sitt bostadsområde, till skillnad från andra nordiska länder som placerar sig på de lägsta nivåerna. Sverige representerar med en trend under perioden 2010-2017 med ökande problem en avvikelse från övriga EU-länder, där problemen istället minskar. Problemen med våld, vandalisering och brott i bostadsområdet visade en fallande trend i alla EU-länder utom Tyskland, Sverige, Litauen och Luxemburg.
Generellt upplever en tre gånger större andel av EU-länders befolkning problem i storstäder jämfört med glesbygd, medan Sverige har en hög andel även i glesbygd.

## Kategorier av brott och frekvenser

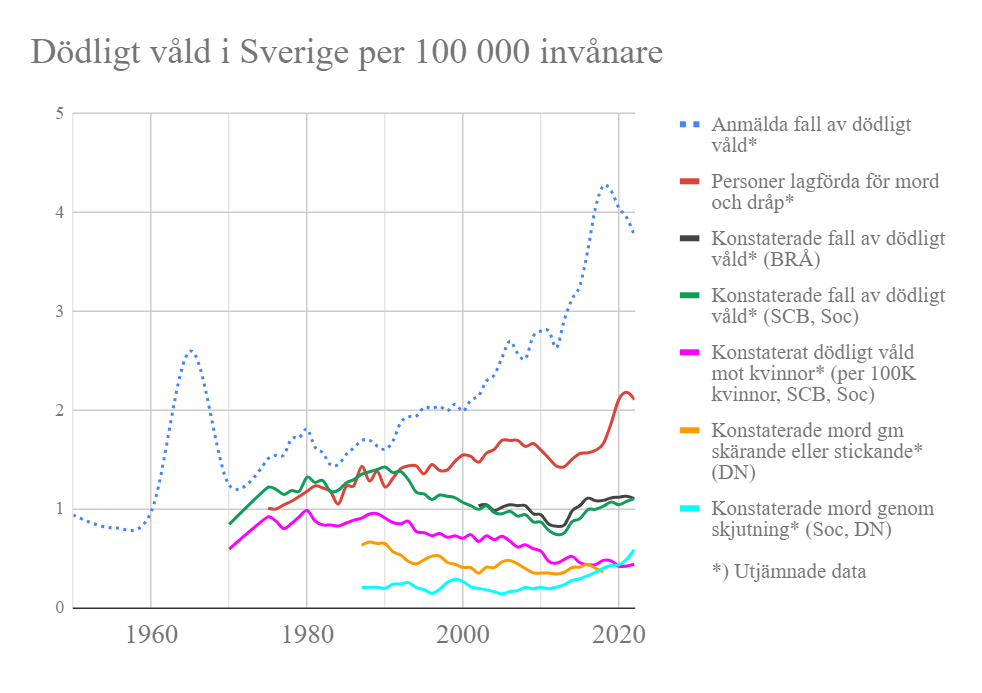
Mord och dråp i Sverige per 100 000 invånare över tid. Datakällor: BRÅ, SCB, Socialstyrelsens dödsorsaksregister via DN.
-) Utjämnat genom löpande medelvärden över tre år.

I Sverige ansvarar Brottsförebyggande rådet (Brå) för den officiella kriminalstatistiken.
Den utgår från de brott som anmäls till och handläggs av polis, tull, åklagare, domstol och kriminalvård. Brott som inte anmäls kommer därför inte med i statistiken.[källa behövs]
Den officiella statistiken är som regel indelad efter vilken lag som tillämpas på brottet. De lagar som mest tillämpas är brottsbalken, trafikförordningen samt narkotikastrafflagen och lagen om straff för smuggling.
Brottsbalken är den centrala lagen och innefattar bland annat brott mot liv och hälsa (mord, misshandel med mera), sexualbrott (våldtäkt med mera), tillgreppsbrott (stöld, rån med mera), bedrägeri, skadegörelse och hot mot tjänsteman.[källa behövs]
År 2010 lagfördes 138 136 personer varav 58 501 för brott mot brottsbalken. Av dessa dömdes 15 143 för brott mot person och 36 309 för förmögenhetsbrott. 27 940 dömdes för trafikbrott (varav 13 557 för olovlig körning och mer än 8 000 för rattfylleri).
I andra sammanhang kan brotten kategoriseras på annat sätt än enligt lagrum. En sådan typ av brott hatbrott som anses vara ett etablerat rättsbegrepp.[källa behövs]
I takt med globaliseringen och samhällsutvecklingen har det varit relevant att studera brottsstrukturer i termer av organiserad brottslighet, transnationell brottslighet, terrorism, samhällshotande brottslighet med mera. Även för sådana brottskategorier saknas explicit skrivning i svensk lag och brotten döms enligt tillämpliga bestämmelser i brottsbalken eller andra lagar. Våld i nära relationer, i synnerhet mot kvinnor, är ytterligare en sådan brottskategori som anses vara etablerat som rättsbegrepp.[källa behövs]

### Våldsbrott

#### Dödligt våld

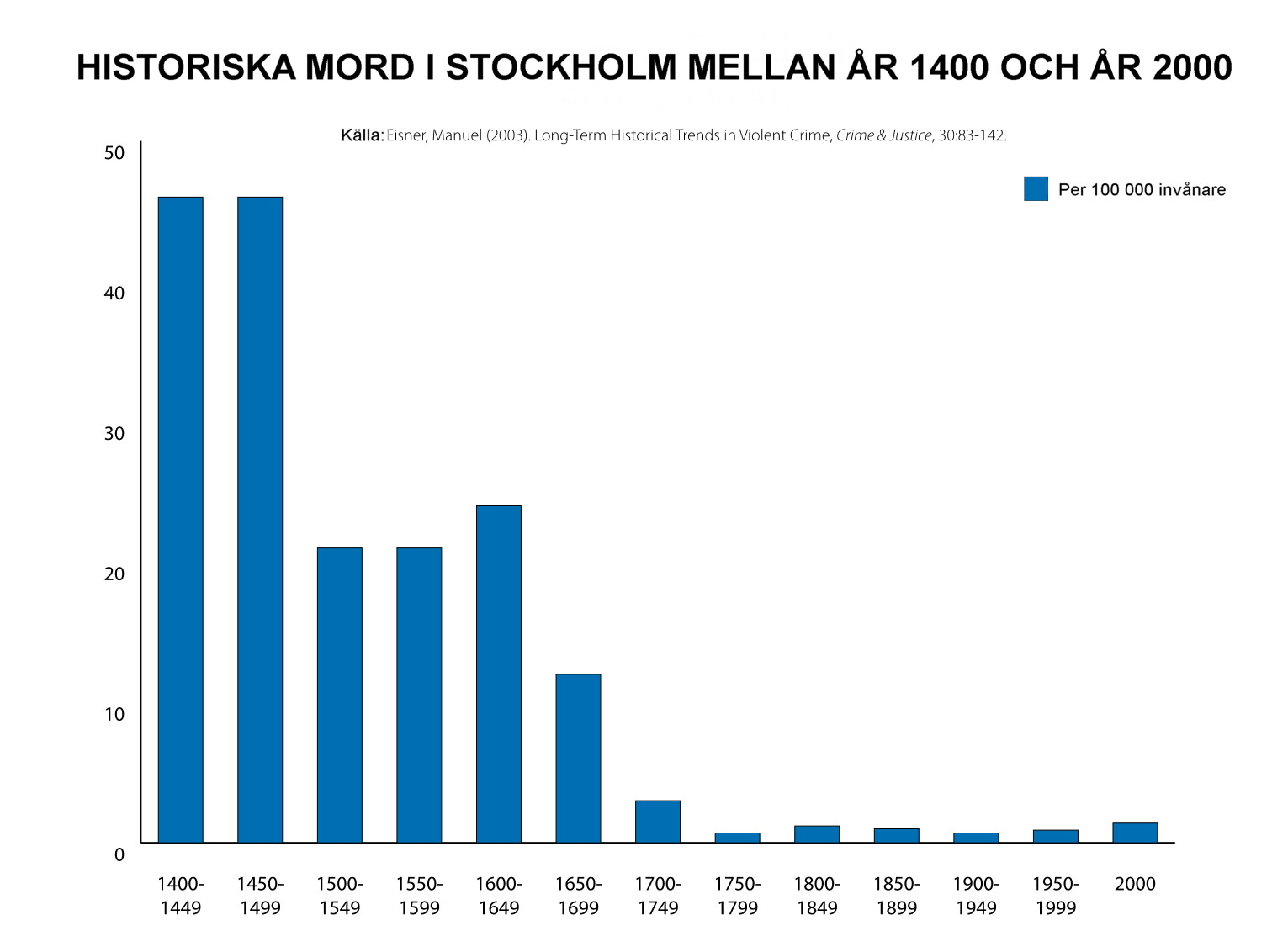
Mord och dråp i Stockholm år 1400 till år 2000. Antal mord per 100 000 invånare och år.

Risken att utsättas för våld i Sverige hade en topp på 1840-talet och har sedan aldrig varit så hög. Den var absolut lägst under 1930-talet, steg därefter för att nå en topp kring 1990. Den  sjönk fram till 2013, varefter den har stigit något. Utvecklingen har följt alkoholkonsumtionens upp- och nedgångar väl.
Sverige, Norge och Danmark hade liknande frekvens av dödligt våld per kapita fram till omkring 2013, och Finland ungefär tre gånger så hög. Finsk frekvens har sjunkit och svensk ökat, och mötte varandra år 2017. Enligt en jämförelse av norska Kripos(no) och BRÅ:s statistik gjord år 2017 av Aftenposten har Sverige totalt sett haft en dubbelt så högt mordfrekvens som grannlandet Norge. Parallellt med en ökning av skjutvapenvåld och handgrantatsdetonationer minskar andelen uppklarade brott i dessa kategorier.

#### Skjutvapenvåld
| Antal dödsskjutningar per år | |
| --- | --- |
| \| \| Diagrammet är tillfälligt inaktiverat. Grafer inaktiverades den 18 april 2023 på grund av programvaruproblem. Arbete pågår för att ta fram ett nytt verktyg. \| Enligt Socialstyrelsen via DN. Enligt polisen. | |
| Information | Diagrammet är tillfälligt inaktiverat. Grafer inaktiverades den 18 april 2023 på grund av programvaruproblem. Arbete pågår för att ta fram ett nytt verktyg. |

Under de två decennierna 1998-2018  inträffade en stigande trend av skjutvapenvåld mot män i åldrarna 15 till 29 år, där risken att bli offer för skjutvapenvåld var fem gånger så hög som befolkningen i övrigt och var på en hög nivå i jämförelse med länder i Västeuropa. Risken för skjutvapenvåld var genomsnittlig för män äldre än 30 år. Jämfört med grannländerna Norge och Tyskland var skottdåd med dödlig utgång fyr- till femfaldig justerat för folkmängd enligt en rapport från 2017 och Sveriges nivå av skjutningar låg istället nära nivån för södra Italien.
I januari 2018 skärptes lagarna kring vapenbrott så att människor som påträffades med vapen på allmän plats inte som tidigare släpptes ut på gatan igen utan istället häktades. Justitieminister Morgan Johansson (s) som intervjuades av Expressen år 2017 ansåg att risken för att oskyldiga drabbades av skjutvapenvåld var liten.
I januari 2018 presenterade polisen siffror som visade att under år 2017 sköts fem gånger så många personer ihjäl som tolv år tidigare. En del av ökningen ansågs bero på att de som skjuter är medlemmar i kriminella nätverk och därför eskalerar konflikter från att handla om två individer till en konflikt mellan två nätverk. En annan anledning är att gärmingsmän ofta gjorde sig av med vapnet efter det avlossats, medan år 2018 kom vapnen ur kriminella kretsar endast om de gick sönder eller beslagtogs.
Malmö var staden i Sverige som har flest skjutningar per invånare (2017). När skottskadade hamnar på akuten i Malmö blir sjukhuspersonalen ofta hotade av den skadade och det multikriminella gäng denne ingår i.
Försvarshögskolan konstaterade år 2019 att flera skottdåd hade drabbat oskyldiga förbipasserande och att dödsskjutningar av yngre män var vanligare i Sverige än i jämförbara länder. För åldersgruppen män 15-29 år var ihjälskjutningar 10 gånger vanligar än i Tyskland och 6 gånger vanligare än i Storbritannien.
Fram till slutet av december 2020 utfördes 349 skottdåd, det dittills största antalet skottdåd och en ökning från 2019 års 315 stycken. I dessa skottdåd dödades 44 personer och 111 sårades.
En studie visade att 46 utomstående dödats eller sårats i skottdåd åren 2011-2020 och av dessa var 8 under 15 år. En bidragande orsak till det kunde vara det ökande antal skott som avfyrades vid varje skottdåd, då polis tidigare hittade i genomsnitt sex hylsor men hade på senare år ökat till uppemot tolv i genomsnitt. Detta kunde i sin tur vara en följd av det ökande användandet av automatvapen.
Brottsförebyggande rådet, Brå, presenterade i maj 2021 en översikt som bland annat beskrev en trend med ökat skjutvapenvåld, som påbörjats under mitten på 00-talet och accelererat sedan 2013. Sverige placerades på andra plats efter Kroatien vid en jämförelse av andelen dödligt våld med skjutvapen i 23 länder i Europa under perioden 2014–2017.

### Våldets karaktär
Dödligt våld begås sällan mellan personer som inte känner varandra – i drygt 70 procent av fallen är de inblandade bekanta med varandra. Risken att bli överfallen på allmän plats är extremt liten. De senaste åren har väpnat våld på gatorna ökat i storstäderna, parallellt med att den totala mängden våld med dödlig utgång minskat. De tre största städerna i Sverige har haft fem gånger fler skottskadade och fyra gånger fler dödade i skjutningar än Köpenhamn, Oslo och Helsingfors tillsammans mellan 2010 och 2015.
Det dödliga våldet på allmänna platser sker i stor utsträckning mellan unga män och startar ofta med ett bagatellbråk, där det finns alkohol i bilden. Dessa fall har fått stor uppmärksamhet, men är ungefär lika många som tidigare. Ökningen i storstäderna hänger samman med våldsamma subkulturer i vissa förorter och misslyckad integration. Inte heller har andelen ungdomar (15–19 år) som begår dödligt våld ökat de senaste åren.[källa behövs]
När det gäller dödligt våld mot barn (under 15 år) har antalet halverats sedan början av 1990-talet till 2007. Det är mycket ovanligt att barn dödas av en för dem obekant person. Som så ofta annars så är det snarare i hemmet det dödliga våldet sker. I de allra flesta fall (nära 90 procent) är det en förälder som är gärningsperson. Ofta tar föräldern sitt eget liv efter att ha dödat sitt barn.
Polisen klarar oftare upp dödligt våld jämfört med de flesta andra typer av brott, även om den höga nivån har minskat något de senaste åren. I snitt har man sedan 1990 kunnat binda en person till brottet vid över 80 procent av fallen. De flesta gärningspersoner döms för mord. Trots den vanliga förekomsten av psykisk sjukdom eller annan psykiatrisk problematik hos dem som begår dödligt våld, döms endast en liten del till rättspsykiatrisk vård. Däremot har andelen livstidsstraff ökat på senare år.
- 90 procent av gärningspersonerna är män
- 70 procent av fallen sker i en bostad
- 55 procent av alla fall sker i storstäderna
- 40 procent av gärningspersonerna använde kniv – 20 procent använde skjutvapen
- 40 procent av gärningspersonerna dömdes till livstids fängelse för mord
- 20 kvinnor dödas i genomsnitt varje år av någon inom familjen eller släkten
- 12 personer dör årligen till följd av misshandel
- 5 barn blir offer för dödligt våld varje år vilket är en halvering sedan 1990.[50][uppdatering behövs]

#### Misshandel
Under 2010 anmäldes omkring 87 500 misshandelsbrott i Sverige. Den anmälda misshandeln har ökat under flera år. Samtidigt visar brottsofferundersökningar att en stor del av ökningen kan bero på att fler brott faktiskt anmäls.
De anmälda misshandelsbrotten mot såväl män som kvinnor och barn har, med något undantag, ökat kontinuerligt under de senaste tio åren. Under 2010 anmäldes 47 procent fler misshandelsbrott än 2001. Misshandel är en av de brottstyper där statistiken påverkas av förändringar i benägenheten att anmäla brott. Det innebär att ökningen i statistiken kan bero såväl på en ökad omfattning av våld, som på att samhället tar våld på större allvar och därmed i högre utsträckning anmäler det våld som sker. Brå:s studie Misshandel mellan obekanta från 2009 visar exempelvis att polisen i ökad utsträckning på egen hand initierar anmälningar av misshandel mellan obekanta, vilket bidrar till att fler fall av misshandel anmäls.
Den senaste uppgiften i det här avsnittet är från år 2010. Den kan behöva följas upp med nya uppgifter.

### Sprängdåd
| Detonerade handgranater i Sverige 2011-2018 | |
| --- | --- |
| \| \| Diagrammet är tillfälligt inaktiverat. Grafer inaktiverades den 18 april 2023 på grund av programvaruproblem. Arbete pågår för att ta fram ett nytt verktyg. \| Källa: SVT Totalt i Sverige under perioden: 116 | |
| Information | Diagrammet är tillfälligt inaktiverat. Grafer inaktiverades den 18 april 2023 på grund av programvaruproblem. Arbete pågår för att ta fram ett nytt verktyg. |

Under 2019 fram till november kallades nationella bombskyddet ut till 100 incidenter. Sveriges frekvens av sprängdåd har ingen motsvarighet i något annat industrialiserat land. De flesta sprängdåden ägde rum i störrestäder och en tredjedel i Malmö. Ett sprängdåd tidigare under året i Linköping sårade 25 personer och skadade allvarligt två bostadshus.

#### Handgranatsattacker
Antalet sprängningar med handgranater ökade från 2 år 2011 till 39 sprängningar år 2016 då en toppnotering registrerades, merparten i Stockholm, Göteborg och Malmö. Under perioden har över hundra attacker skett och två dödats och nio personer skadats vilket är många jämfört med andra länder i Europa som Danmark, Norge och Tyskland. 28 procent av attentaten riktas mot människor.
Sprängdåd med handgranater förekommer främst i utsatta områden. Trenden med detonerade handgranater har ej någon motsvarighet i europeiska länder.

### Sexualbrott

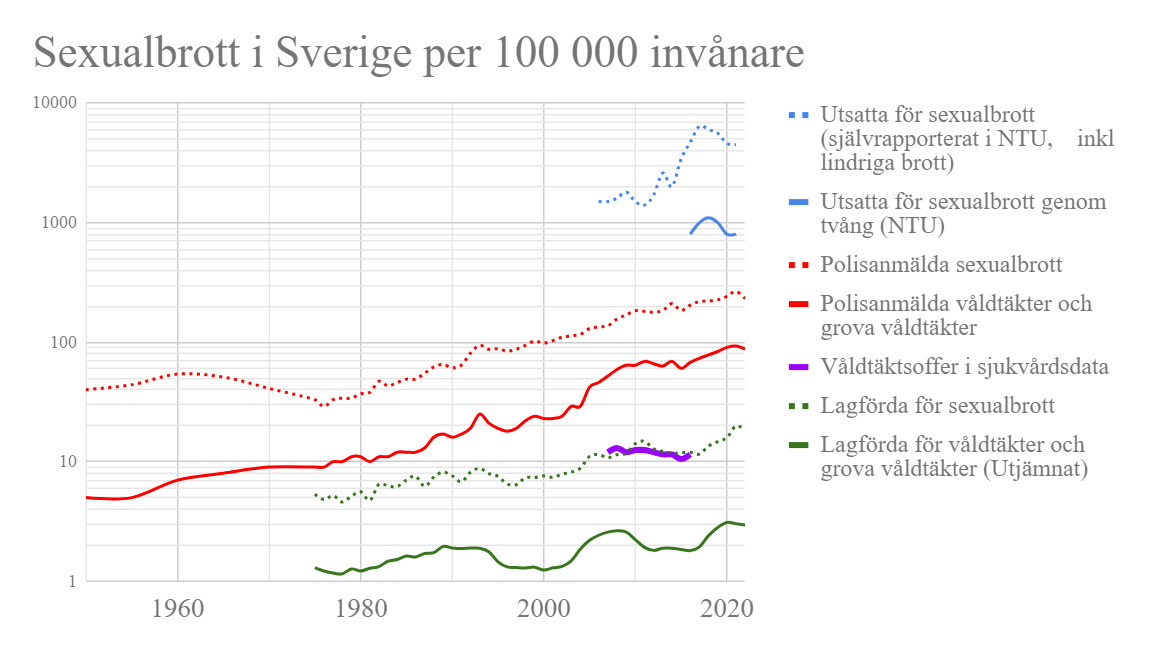
Antal sexualbrott i Sverige per 100 000 invånare över tid. Logaritmisk vertikal skala. Datakällor: BRÅ, SCB, Socialstyrelsen via DN.

Sexualbrott i Sverige är brott mot kap 6 i Brottsbalken. Lagen behandlar straffbud om bland annat våldtäkt, våldtäkt mot barn, sexuellt ofredande, köp av sexuell tjänst, incest, och koppleri.
1937 avkriminaliserades hor (äktenskapsbrott) i Sverige, 1943 homosexualitet, på 1960-talet pornografi och barnpornografi 1972. Barnpornografi har sedan dess åter kriminaliserats enligt 16 kap. 10a § lagen (1962:700) om brott mot allmän ordning. Antalet rapporterade sexualbrott i Sverige minskade fram till 1975 i samband med dessa avregleringar. Sedan 1975 har antalet anmälda sexualbrott dock ökat dramatiskt, och är den brottskategori som har ökat snabbast.
Ökningen i antalet anmälningar sedan 1975, och framförallt under senare tid, beror enligt forskning främst på lagförändringar och att våldtäktsdefinitionen i svensk lag utvidgats i omgångar (nu senast[när?] till att omfatta bland annat sådant som tidigare ingick i sexuellt ofredande), förändrad statistikföring, ökad anmälningsbenägenhet, ökad mediabevakning och minskad tolerans för våldtäkter. Att en faktisk ökning av antalet våldtäkter också skett går inte att utesluta, och kan i så fall bero på förändrad tillfällesstruktur med mer okända möten i stora städer, och kan påverkas av ändrade alkoholvanor.
Våldtäkt är ett brott där man förmodar att anmälningsbenägenheten är låg. Baserat på tidigare forskning och 2003 års kriminalstatistik menade Brottsförebyggande rådet att det är möjligt att endast 20 procent av alla våldtäkter anmäls. Skulle denna siffra vara korrekt innebär det utifrån nuvarande[när?] statistik att det begås 20 000-25 000 våldtäkter varje år i Sverige. Av de anmälda våldtäktsbrotten är det endast i 12 procent av fallen åklagaren beslutar i åtalsfrågan. Särskilt gäller detta då gärningspersonen är okänd för offret. Brå beräknar att knappt 60 procent av alla anmälda våldtäkter aldrig klaras upp. Av de drygt 40 procenten uppklarade våldtäktsbrotten utgör 12 procentenheter personuppklaring och 29 procentenheter teknisk uppklaring.
År 2010 fattades 1 300 lagföringsbeslut gällande sexualbrott. Antalet lagföringsbeslut för sexualbrott har ökat kontinuerligt sedan 2001. Jämfört med år 2009 var ökningen 21 procent eller 230 beslut. Framför allt ökade lagföringar gällande Köp av sexuell tjänst 214 procent eller med 230 beslut. Köp av sexuell tjänst är att betrakta som ett spaningsbrott, vid denna typ av brottslighet är det inte ovanligt att det sker tillfälliga uppgångar till följd av polisens spaningsuppslag och insatser. Den absolut vanligaste typen av påföljd för detta brott var böter, antingen som strafföreläggande (260 beslut) eller i domstol (63 domslut). På tio år har ökningen av antalet lagföringsbeslut för olika typer av sexualbrott fördubblats. Det motsvarar en ökning med 670 beslut. Lagföringsutvecklingen gällande sexualbrott under perioden ska ses mot bakgrund av den nya sexualbrottslagstiftning som trädde i kraft 2005.
Under 2009 anmäldes 15 500 sexualbrott. Hälften av dessa klassades som sexuellt ofredande eller blottning. Våldtäkt och försök till våldtäkt stod för nära 40 procent av alla anmälda sexualbrott.
Den senaste uppgiften i det här avsnittet är från år 2010. Den kan behöva följas upp med nya uppgifter.

### Hatbrott
Ett hatbrott kan vara allt från ett mord eller hedersmord till kränkande klotter på någons husvägg. Motivet till brottet avgör om det är ett hatbrott eller inte.
Även om oenighet råder om vad som bör inkluderas i termen hatbrott råder internationell enighet om att händelsen är ett resultat av bristande respekt för mänskliga rättigheter och människors lika värde. Uppgifter om hatbrott har redovisats i Sverige sedan 1993. I Sverige redovisas hatbrott med främlingsfientliga/rasistiska, antireligiösa (islamofobiska, antisemitiska samt övriga antireligiösa), homofobiska, bifobiska, heterofobiska och transfobiska motiv. År 2008 förändrade Brå definitionen av vem som kan utsättas för och vara gärningsperson vid ett hatbrott. Definitionen utgår enbart från motivet till brottet, som hudfärg, nationalitet och etnisk bakgrund, religiös tro, sexuell läggning eller könsöverskridande identitet eller uttryck, oavsett vilka grupper som kan utsättas för brotten.

Hatbrott är ett konstruerat begrepp.[källa behövs] I brottsbalken finns, förutom hets mot folkgrupp och olaga diskriminering inga specifika lagrum som reglerar den typen av brott som sammanfattas som hatbrott. Majoriteten av hatbrotten består i stället av andra brottskategorier, som olaga hot/ofredande, misshandel, ärekränkning och skadegörelse/klotter.
Under 2010 identifierades hatbrottsmotiv i knappt 5 140 brottsanmälningar. Vanligast är det med främlingsfientliga eller rasistiska motiv när ett hatbrott begås.

#### Antireligiöst motiverade hatbrott
Antal polisanmälningar om  islamofobiska brott har ökat med 13% åren 2008 till 2012 (från 272 brott till 306), vilket kan jämföras med att antisemitiska brott har ökat med 39%  (från 159 brott till 221), och övriga antireligiösa hatbrott (inklusive 200 kristofobiska av totalt 258 polisanmälningar 2012) med 51% (från 171 brott till 258). Gränsdragningen mellan antirieligiösa och främlingsfientliga motiv är emellertid ofta oklar. Totala antalet polisanmälda hatbrott har under perioden minskat med 6% (från 5 895 brott till 5 518). Sett ur ett längre tidsperspektiv har islamofobi inom extremhögern alltmer ersatt antisemitism.

### Bostadsinbrott
Under 2010 anmäldes omkring 19 800 bostadsinbrott. En procent av hushållen uppgav att de utsatts för bostadsinbrott under det senaste året. Inbrott i bostaden stod för en procent av alla anmälda brott 2010.

### Ekonomisk brottslighet
Ekonomisk brottslighet är ett samlingsbegrepp som innehåller en mängd typer av brott. Det finns knappast någon annan brottslighet än den ekonomiska som både är osynlig till sin karaktär och samtidigt leder till de största ekonomiska skadorna i samhället. Skattebrott och bokföringsbrott är de två vanligaste ekobrotten. Under 2010 anmäldes 18 200 brott mot skattebrottslagen (inklusive grovt skattebrott), 11 100 bokföringsbrott och 1 700 förskingringsbrott.

### Miljöbrott
Miljöbrott är att förorena mark, luft eller vatten eller på annat sätt påverka miljön. Det kan handla om giftiga utsläpp, olovlig avfallshantering, och otjänliga livsmedel. Även illegal jakt och handel med utrotningshotade djur är en del av miljöbrotten. Under 2010 anmäldes omkring 4 000 brott mot miljöbalken.
Miljöbrotten är uppräknade i 29 kap miljöbalken.
Påföljden för miljöbrott är böter vid lindriga brott, böter eller fängelse dock högst två år för övriga brott. Vid grova brott kan fängelse lägst sex månader och högst sex år följa. Vid bedömningen av om brottet är grovt ska särskilt beaktas om det har medfört eller kunnat medföra varaktiga skador av stor omfattning, om gärningen annars varit av särskilt farlig art eller innefattat ett medvetet risktagande av allvarligt slag eller om gärningsmannen, när det krävts särskild uppmärksamhet eller skicklighet, har gjort sig skyldig till en försummelse av allvarligt slag. Företagsbot kan utdömas om brottet skett i en näringsverksamhet.[källa behövs]

### Narkotikabrott
Narkotikabrott definieras enligt narkotikastrafflagen som "läkemedel eller hälsofarliga varor med beroendeframkallande egenskaper eller euforiserande effekter eller varor som med lätthet kan omvandlas till varor med sådana egenskaper eller effekter och som antingen på sådan grund är föremål för kontroll enligt en internationell överenskommelse som Sverige har biträtt eller av regeringen har förklarats vara att anse som narkotika".
Antalet anmälningar av narkotikabrott har stadigt ökat sedan narkotikalagstiftningen infördes. Under 2009 anmäldes cirka 79 900 narkotikabrott i Sverige. Mellan 2000 och 2009 fördubblades antalet anmälningar. Ökningen antas dock inte spegla en lika stor faktisk ökning av missbruk och brott. Det finns en mängd orsaker till ökningen. Under perioden har lagstiftningen blivit hårdare samtidigt som större resurser har satsats på narkotikabekämpning. Antalet preparat som blivit klassade som narkotika har blivit större och större med åren. Narkotikabrott anmäls sällan av allmänheten vilket gör att det i stor utsträckning är myndigheternas fokus på frågan som påverkar antalet anmälningar.
År 2010 fattades drygt 20 000 lagföringsbeslut för brott mot narkotikastrafflagen som huvudbrott. Det är en ökning med 8 procent eller 1 500 beslut jämfört med året innan. Bakom uppgången ligger huvudsakligen att antalet lagföringsbeslut för ringa narkotikabrott ökade med knappt 1 500 beslut eller nära 10 procent. Antalet narkotikalagföringar kan delvis förklaras av förändringar i myndigheters resurser och prioriteringar. Sedan år 2001 har antalet lagföringsbeslut för brott mot narkotikastrafflagen mer än fördubblats och trenden har varit tydligt uppåtgående. Det är framför allt lagföringar rörande ringa narkotikabrott som har ökat med 200 procent eller 11 400 beslut på tio år.

### Rattfylleri
År 2010 uppgick antalet lagföringsbeslut med rattfylleri eller grovt rattfylleri (exklusive rattfylleri under påverkan av narkotika) som huvudbrott till cirka 12 500 beslut. Det motsvarar en minskning med knappt 740 beslut eller knappt 6 procent jämfört med föregående år. Antalet beslut för rattfylleri eller grovt rattfylleri har under tioårsperioden 2001–2010 följt en uppåtgående trend. Under denna period har antalet lagföringar ökat med cirka 3 350 beslut eller knappt 37 procent. Utvecklingen av antalet lagföringar rörande trafikbrott som rattfylleri återspeglar till stor del polisens insatser på trafikområdet.
Undersökningar visar att det bara är en bråkdel av alla rattfylleribrott som upptäcks. I undersökningar har 5 procent av bilisterna svarat att de kört bil efter att de druckit alkohol (2010).

### Skadegörelse
Skadegörelse är att förstöra eller skada någons egendom så att den drabbades rätt till egendomen påverkas negativt enligt vad som sägs i första paragrafen i brottsbalkens tolfte kapitel. Brottet straffas med böter eller fängelse i högst ett år. Grov skadegörelse kan ge fängelse i högst fyra år. Då rätten avgör om brottet är grovt eller ej gör man en bedömning om det skedda medfört synnerlig fara för någons liv eller hälsa.  Om skadan drabbat ett föremål eller liknande av stor kulturell eller ekonomisk betydelse eller om skadan på annat sätt är mycket kännbar kan också rätten välja att döma någon för grov skadegörelse.
Ringa skadegörelse kallas åverkan. År 2010 anmäldes cirka 165 000 skadegörelsebrott.

### Rån mot unga
| Anmälda rån mot unga under 18 år | |
| --- | --- |
| \| \| Diagrammet är tillfälligt inaktiverat. Grafer inaktiverades den 18 april 2023 på grund av programvaruproblem. Arbete pågår för att ta fram ett nytt verktyg. \| Källa: BRÅ | |
| Information | Diagrammet är tillfälligt inaktiverat. Grafer inaktiverades den 18 april 2023 på grund av programvaruproblem. Arbete pågår för att ta fram ett nytt verktyg. |

Under perioden januari-september 2019 skedde enligt Brottsförebyggande rådet (BRÅ) mer än en dubbelt så många rån mot unga under 18 år jämfört med samma period under år 2015 (1795 respektive 711).
Enligt NTU 2020 ökade andelen unga män (16–19 år) som uppger att de utsatts för personrån från 2,5 procent år 2016 till 5,9 procent år 2019.

### Stöld
I Sverige är stöld ett brott enligt 8 kap 1 § brottsbalken. Den som olovligen tager vad annan tillhör med uppsåt att tillägna sig det, dömes, om tillgreppet innebär skada, för stöld till fängelse i högst två år. Om brottet är ringa, skall i stället dömas för snatteri. Om det är grovt, döms för grov stöld.[källa behövs]
De anmälda stöld- och tillgreppsbrotten, som utgör 39 procent av de anmälda brotten, minskade med 5 procent under 2010 jämfört med 2009. Totalt anmäldes 528 000 tillgrepps- och stöldbrott 2010. De största minskningarna återfinns bland bilbrott (stöld ur och från motordrivet fordon och biltillgrepp), cykelstöld, inbrott i villa, butiksstölder/snatterier, stölder utan inbrott i skolor, kyrkor och andra lokaler för kultur samt arbetsplatser, som kontorslokaler, lager, verkstäder och övriga lokaler. Däremot ökade anmälningar av inbrott i källare och vind samt lägenhet. De anmälda stöldbrotten har minskat under den senaste tioårsperioden och ligger nu[när?] på en nivå som är cirka 20.[källa behövs]
Under 2010 anmäldes cirka 64 120 butiksstölder och snatterier, vilket är en minskning med 7 procent jämfört med 2009. Antalet anmälda butiksstölder har varierat under den senaste tioårsperioden, men trenden har varit uppåtgående och antalet låg då 24
procent högre än för tio år sedan. Antalet anmälda butiksstölder påverkas av butikers kontroller och policy för att anmäla brott. Cirka 40 200 fickstölder anmäldes under 2010. Det är en näst intill oförändrad nivå jämfört med föregående år (–60 brott).[källa behövs]
År 2010 var cirka 198 100 eller 19 procent av alla stöld- och tillgreppsbrott bilrelaterade.
De anmälda bilbrotten (biltillgrepp och stöld ur och från motorfordon) minskade med 7 240 brott (–7 procent) 2010 jämfört med 2009. Totalt anmäldes 21 300 biltillgrepp och 68 750 stölder ur och från motordrivet fordon under 2010. Sedan 2001 till 2010 hade antalet biltillgrepp minskat med 65 procent (med 67 procent om man relaterar det till antal bilar i trafik), medan antalet stölder ur och från motorfordon har minskat med 52 procent.[källa behövs]
År 2010 anmäldes cirka 60 500 cykelstölder, vilket är en minskning med 9 procent jämfört med föregående år. Under de senaste tio åren har de anmälda cykelstölderna minskat med 21 procent.[källa behövs]

## Riskfaktorer för brottslighet
Huvudartikel: kriminogena faktorer
Kriminogena faktorer utgörs av förhållanden som bidrar till att brott begås, och är således riskfaktorer för brott. Sådana faktorer kan vara ålder, kön, utbildningsnivå, psykisk ohälsa, alkohol- och drogmissbruk samt arbetslöshet. Den mängd faktorer som identifierats i den samhällsvetenskapliga forskningen är mycket omfattande. Kriminogena faktorer har framför allt identifierats inom forskningen i kriminologi, men även inom allmän sociologi, psykologi, nationalekonomi och statsvetenskap.[källa behövs]
De kriminogena faktorernas påverkan kan bedömas genom en analys av överrisken. Överrisker anger hur många gånger vanligare det är att en faktor förekommer jämfört med en annan faktor vid misstanke om brott. För att kunna bedöma om en riskfaktor är hög eller låg måste en jämförelse mellan olika riskfaktorer i samhället genomföras. De statistiska överriskerna är framräknade var för sig men kan överlappa och förstärka varandra.[källa behövs]

### Exempel på överrisker
Här följer exempel på riskfaktorer, ordnade efter avtagande överrisk, att någon var misstänkt eller registrerad för brott åren 1997-2001:
- Socialbidrag: Personer vars familj har haft socialbidrag / Personer vars familj inte har haft socialbidrag 2001 = överrisk på 6,1 gånger. Det är 6,1 gånger vanligare att personer i familjer som behövt socialbidrag än personer från familjer som inte behövt socialbidrag är misstänkta/registrerade för brott.
- Utbildning: Personer med endast förgymnasial utbildning / Personer med eftergymnasial utbildning på 3 år eller mer = överrisk på 5,7 gånger. Det är 5,7 gånger vanligare att personer med låg utbildning än personer med högutbildning är misstänkta/registrerade för brott.
- Inkomst: Personer med förvärvsinkomst på mindre än 1 basbelopp / Personer med förvärvsinkomst på 9 basbelopp eller mer = överrisk på 5,3 gånger. Det är 5,3 gånger vanligare att personer med låg inkomst än personer med hög inkomst är misstänkta/registrerade för brott.
- Kön: Personer av det manliga könet / Personer av det kvinnliga könet = överrisk på 3,5 gånger. Det är 3,5 gånger vanligare att män än kvinnor är misstänkta/registrerade för brott (skillnaden är ännu större vid grövre brottslighet).
- Ålder: Personer i åldrarna 15–17 år / Personer i åldrar över 41 år = överrisk på 2,5 gånger. Det är 2,5 gånger vanligare att 15–17-åringar än personer över 41 år är misstänkta/registrerade för brott.

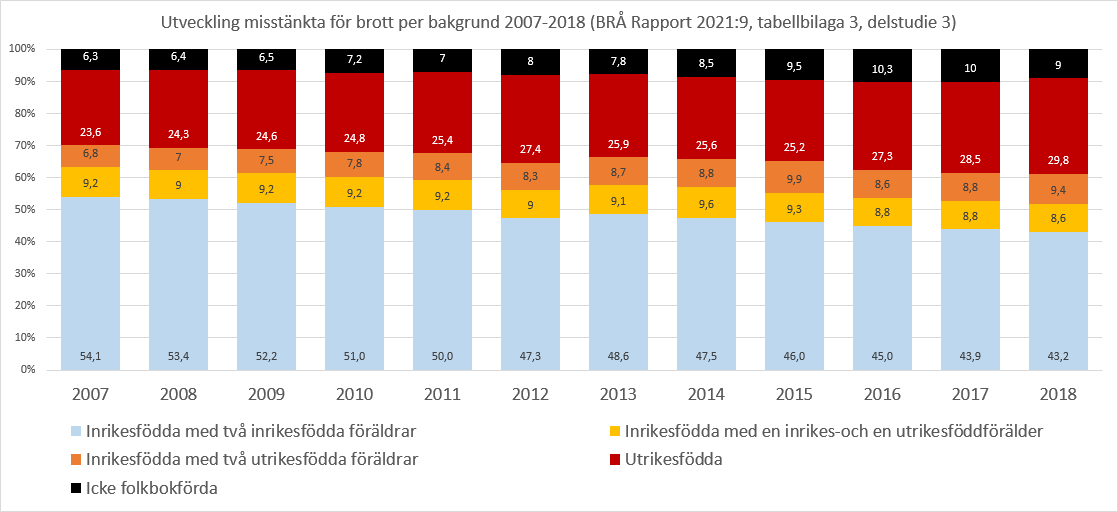
Utvecklingen av brottslighet 2007–2018 utslaget på etnisk bakgrund

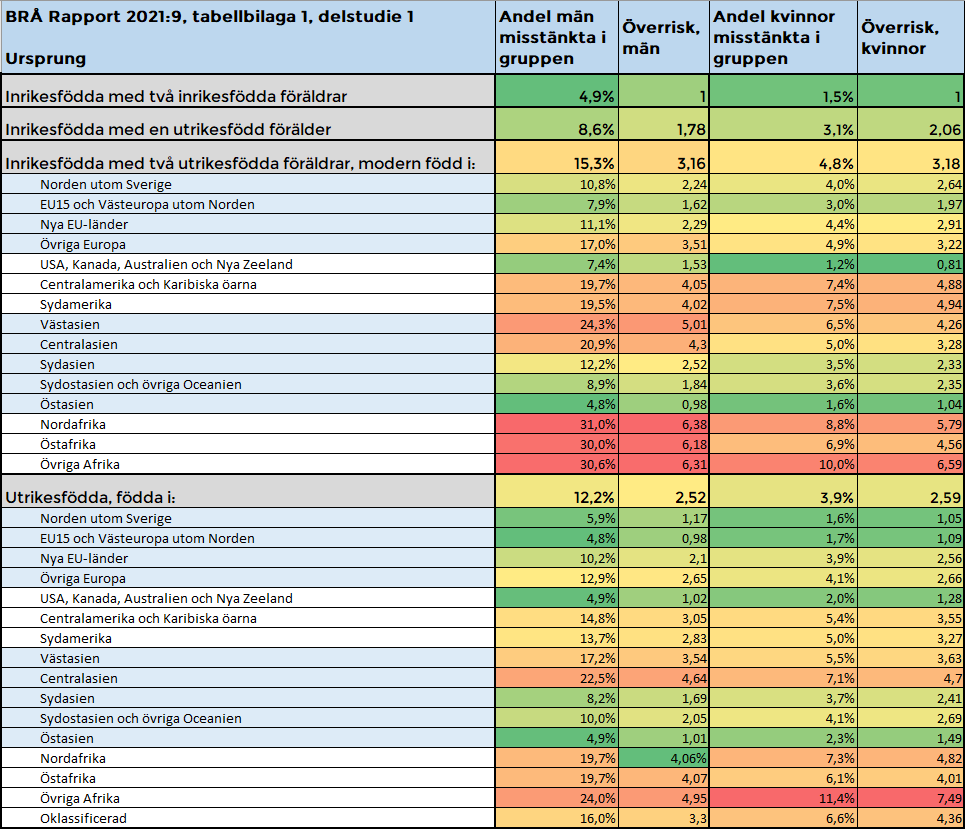
Andel personer misstänkta för minst ett brott 2015–2018 per ursprung

- Invandrade: Det är 2,55 gånger vanligare att utrikesfödda svenskar misstänks för brott jämfört med inrikesfödda svenskar med två inrikesfödda föräldrar. Överrisken för inrikesfödda med två utrikesfödda föräldrar är 3,17. Att andra generationens invandrare är mer brottsbelastade än första generationen redovisades i BRÅ:s studie från 2021; så var inte fallet under perioden 1997-2001. Tabellen "Andel personer misstänkta för minst ett brott 2015-2018 per ursprung" visar fördelningen per etniskt ursprung (BRÅ 2021:9). Överrisken har ökat under det senaste decenniet och idag är en majoritet av de personer som misstänkts för brott i Sverige första eller andra generationens invandrare (see tabell "Utvecklingen av brottslighet 2007-2018 utslaget på etnisk bakgrund"). BRÅ konstaterar att när hänsyn tas till ålder, kön, disponibel inkomst och utbildningsnivå minskar skillnaden i grupperna, men en stor skillnad kvarstår som inte kan förklaras med dessa faktorer. Invandrare är en heterogen grupp; t.ex. 4,8% av de infödda män som har föräldrar från Östasien är misstänkta för brott vilket är lägre än för män med två infödda föräldrar (4,9%). I gruppen infödda män med föräldrar från t.ex. Östafrika är över 30% av individerna misstänkta för brott. Överrisken varierar för utrikes födda även mellan olika brottskategorier, från 1,7 för skadegörelse till 3,3 för brott mot liv och hälsa. De högsta överriskerna som noterades var bland inrikesfödda med två utrikesfödda föräldrar: 11,5 för rån och 11,2 för dödligt våld.[84]

Det finns en mängd faktorer som påverkar risken att vara misstänkt/registrerad för brott utöver faktorn om utrikes födda. Inom kriminologisk forskning lyfts därför frågan om etnicitet som riskfaktor sällan eftersom den bedöms som mindre betydande när andra riskfaktorer, främst skillnader i förvärvsinkomst, bär ett större och ett överlappande förklaringsvärde till brottslighetens orsaker. Enligt Brottsförebyggande rådet (Brå) statistik åren 1997–2001 var de allra flesta invandrare åren  (95 procent av utrikes födda) inte registrerade för brott. Personer som invandrat till Sverige som vuxna eller i förskoleåldern har en halverad risk att bli misstänkta för brott jämfört med personer som invandrat som tonåringar, vilket avviker från äldre amerikanska studier. Förklaringar som brukar lyftas fram till den standardiserade överrisk som återstår efter att man har kompenserat för skillnader i inkomstskillnader och utbildningsnivå är bland annat brister i mottagningen av nyanlända, strukturell negativ särbehandling på arbetsmarknaden, traumatiserande upplevelser i hemlandet och alienation till följd av boendesegregation enligt rapporten från 2005.

#### Brott och kön
Av alla personer som misstänktes för brott år 2007 var 80 procent män och 20 procent kvinnor, vilket motsvarar ett förhållande 4:1. Det vill säga männen löper fyra gånger (3,5 gånger år 2001) högre risk att misstänkas och lagföras för brott i förhållande till kvinnors risk.  Mäns överrepresentation är ändå större vad gäller grov kriminalitet. Vad denna disproportion beror av har forskningen ingen bra förklaringsgrund för. Fältet för studier om den kvinnliga kriminaliteten är relativt nytt.[källa behövs]
Det är stora skillnader mellan könen när det gäller olika typer av brott (brottstrukturen). De brottstyper där andelen kvinnor har sin högsta representation är mened (48 procent), stöld och snatteri (36 procent) och bedrägeri (30 procent). De brott där andelen män har sin högsta representation är sexualbrott (98 procent), rån och grovt rån (95 procent), och bilstöld (93 procent).

## Återfall i brott
Huvudartikel: Återfallsstatistik och Recidiv
Mätningar av andelen som återfaller i brott är osäkra på grund av att endast en mindre del av alla som begår brott tas av Polisen och döms på nytt, därför är siffror över hur många som döms på nytt underskattningar av de verkliga andelarna som återfaller i brott. Nära 60 procent av alla brottslingar i kriminalvårdsregistret har tidigare dömts för brott enligt en studie från 2008. Cirka 50 procent av brottslingarna har tidigare dömts till fängelse, och runt 10 procent till frivård. Av de som frigavs mellan 1997 och 2003 har mer än 40 procent tagits in i fängelse på nytt inom tre år. Ungefär samma andel gäller de som först dömdes till skyddstillsyn. Av de som dömts till skyddstillsyn med samhällstjänst har cirka 33 procent återfallit efter tre år. Återfallet för dömda till skyddstillsyn med fängelse är cirka 60 procent efter tre år och för de med fotboja mellan 13 och 20 procent.
Genomsnittliga återfall inom tre år för olika brottstyper, för de som frigavs från anstalt:
- Våldsbrott: 39 procent
- Sexualbrott: 13 procent
- Tillgreppsbrott (stölder): 75 procent
- Rån: 52 procent
- Rattfylleri: 25 procent
- Narkotikabrott: 48 procent

För vissa brottstyper och straff är återfallsprocenten betydligt högre, upp till 87 procent efter tre år (2008). De högsta återfallen kännetecknas av personer som är tidigare dömda till fängelse, dömda för tillgreppsbrott och dömda till medellånga fängelsestraff. De lägsta andelarna återfall kännetecknas av dömda som är tidigare obelastade, villkorligt dömda med samhällstjänst och medelålders eller äldre.